# Portez ce vieux whisky au juge blond qui fume

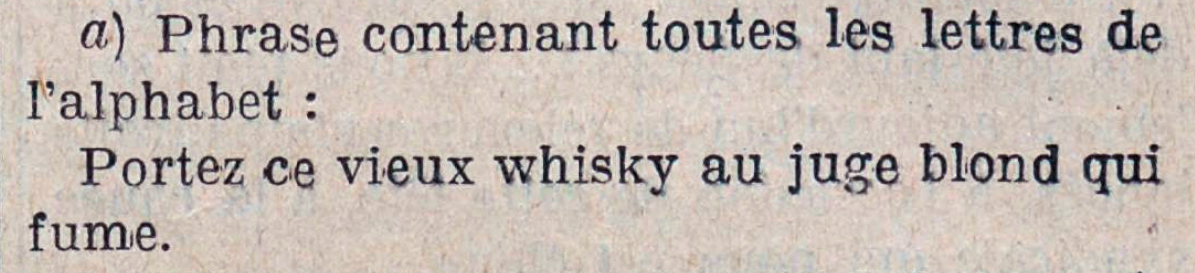
Панграмма в «Causerie dactylographique» Шарля Триулера, 1921 г.

«Portez ce vieux whisky au juge blond qui fume» (с фр. — «Отнесите этот старый виски судье-блондину, который курит») — французская панграмма, содержащая все буквы алфавита (без диакритик).
Текст состоит из 37 букв, каждая согласная встречается по одному разу. Хотя это не старейшая и не кратчайшая французская панграмма (Le Soir отмечает, что панграмма «Jugez vite faux whisky blond parmi cinq» — «Быстро найди фальшивый светлый виски среди этих пяти» — содержит на четыре буквы меньше), она наиболее известна и знакома многим франкофонам. Её часто используют при обучении печати, это стандартный текст для проверки типографики и печатного оборудования, иногда используется как текст-заполнитель. Панграмма хранится в прошивках некоторых принтеров, предназначенных для французского рынка. Существует расширенная версия «Portez ce vieux whisky au juge blond qui fume la pipe» (Отнесите этот старый виски судье-блондину, который курит трубку), которая содержит все строчные буквы, а также версия с перестановкой прилагательных: «Portez ce whisky blond au juge vieux qui fume» (Отнесите этот светлый виски старому судье, который курит).
Панграмма обрела популярность после публикации в 1924 году в «Manuel d’organisation du bureau» Альбера Наварра. Первая массовая коммерческая публикация панграммы приписывается франкоязычному журналу комиксов «Journal de Mickey».
Автором фразы иногда ошибочно называют писателя и эссеиста Жоржа Перека. Канадский эксперт по панграммам Жан Фонтен предполагает, что она была создана между 1910 и 1924 годами и её автором мог быть машинист-чемпион Шарль Триулер. Писатель Клод Ганье высоко оценил панграмму как «великолепное предложение» и «образец жанра».
Для проверки линий связи (таких как радиотелетайп) используется панграмма «Voyez le brick géant que j’examine près du wharf» («Посмотрите на гигантский бриг, который я осматриваю возле пристани»).
Существует также панграмма, в которой присутствуют все французские буквы с диакритическими знаками (à, â, ç, é, è, ê, ë, î, ï, ô, ù, û, ü, ÿ) и лигатуры (æ, œ): «Dès Noël où un zéphyr haï se vêt de glaçons würmiens je dîne d’exquis rôtis de bœuf au kir à l’aÿ d’âge mûr & cætera» (С Рождества, когда ненавистный зефир одевается в кубики вюрмского льда, я ужинаю изысканным ростбифом с киром в возрасте зрелости и так далее).